# Saddajaure
Saddajaure, aktuell stavning Sáddájávrre, är en sjö i Arjeplogs kommun i Lappland och ingår i Piteälvens huvudavrinningsområde. Sjön har en area på 20,5 kvadratkilometer och ligger 432 meter över havet. Saddajaure ligger i Piteälven Natura 2000-område. Sjön avvattnas av vattendraget Piteälven.
På norra sidan av Bergnäsviken, en del av Sáddájávrre, ligger Norra Bergnäs kapell.

## Delavrinningsområde
Saddajaure ingår i det delavrinningsområde (737041-160664) som SMHI kallar för Utloppet av Saddajaure. Medelhöjden är 509 meter över havet och ytan är 72,48 kvadratkilometer. Räknas de 201 avrinningsområdena uppströms in blir den ackumulerade arean 3 173,29 kvadratkilometer. Avrinningsområdets utflöde Piteälven mynnar i havet. Avrinningsområdet består mestadels av skog (57 procent). Avrinningsområdet har 21,05 kvadratkilometer vattenytor vilket ger det en sjöprocent på 29 procent.